# Filiep De Vos
Filiep De Vos (30 juni 1960) is een Belgische politicus voor CD&V. Hij was burgemeester van Wielsbeke.

## Biografie
De Vos werkte deeltijds als bediende bij de CM. Hij woont in de Wielsbeekse deelgemeente Ooigem.
Hij ging in de gemeentepolitiek bij CD&V. Bij de gemeenteraadsverkiezingen van 2006 verloor de besturende lijst WDV (Welvaart door Vrede) haar meerderheid, en haalde net als het kartel CD&V/N-VA negen zetels. Het Vlaams Belang had een zetel en kon in theorie over de meerderheid beslissen, maar CD&V/N-VA en WDV wilden het cordon sanitaire niet doorbreken en leken samen een monstercoalitie te moeten aangaan. In extremis stapte Guido Callewaert echter over naar de CD&V/N-VA, waardoor die de meerderheid haalden en de burgemeester konden leveren. Jan Stevens had de meeste voorkeurstemmen behaald, maar paste voorlopig voor het burgemeesterschap, omdat hij de combinatie met zijn werk te moeilijk vond. Daarom werd de eerste helft van de bestuursperiode partijgenoot Filiep De Vos burgemeester en werd Stevens eerste schepen. Halverwege de legislatuur wisselden ze van functie en werd vanaf 2010 Stevens burgemeester van Wielsbeke.
De Vos werd achtereenvolgens eerste schepen (2010-2012), OCMW-voorzitter (2013-2018) en sinds 2019 opnieuw eerste schepen. De Vos raakte bij de gemeenteraadsverkiezingen van oktober 2024 verkozen als gemeenteraadslid, maar zijn partij TEAM8710 werd naar de oppositiebanken verwezen. Zijn zoon werd eveneens verkozen, maar door de onverenigbaarheid omwille van bloedverwantschap gaf De Vos zijn mandaat door aan de eerste opvolger. Hij beëindigde zijn mandaat als schepen eind november 2024.